# Платинагексагаллий
Платинагексагаллий — бинарное неорганическое соединение
платины и галлия
с формулой Ga6Pt,
кристаллы.

## Получение
- Сплавление стехиометрических количеств чистых веществ:

{\displaystyle {\mathsf {Pt+6Ga\ {\xrightarrow {290^{o}C}}\ Ga_{6}Pt}}}

## Физические свойства
Платинагексагаллий образует кристаллы
ромбической сингонии,

параметры ячейки a = 1,5978 нм, b = 1,2058 нм, c = 0,8884 нм, Z = 16
.
Соединение образуется по перитектической реакции при температуре 290 °C.